# Ugruțiu, Sălaj
Ugruțiu este un sat în comuna Dragu din județul Sălaj, Transilvania, România.

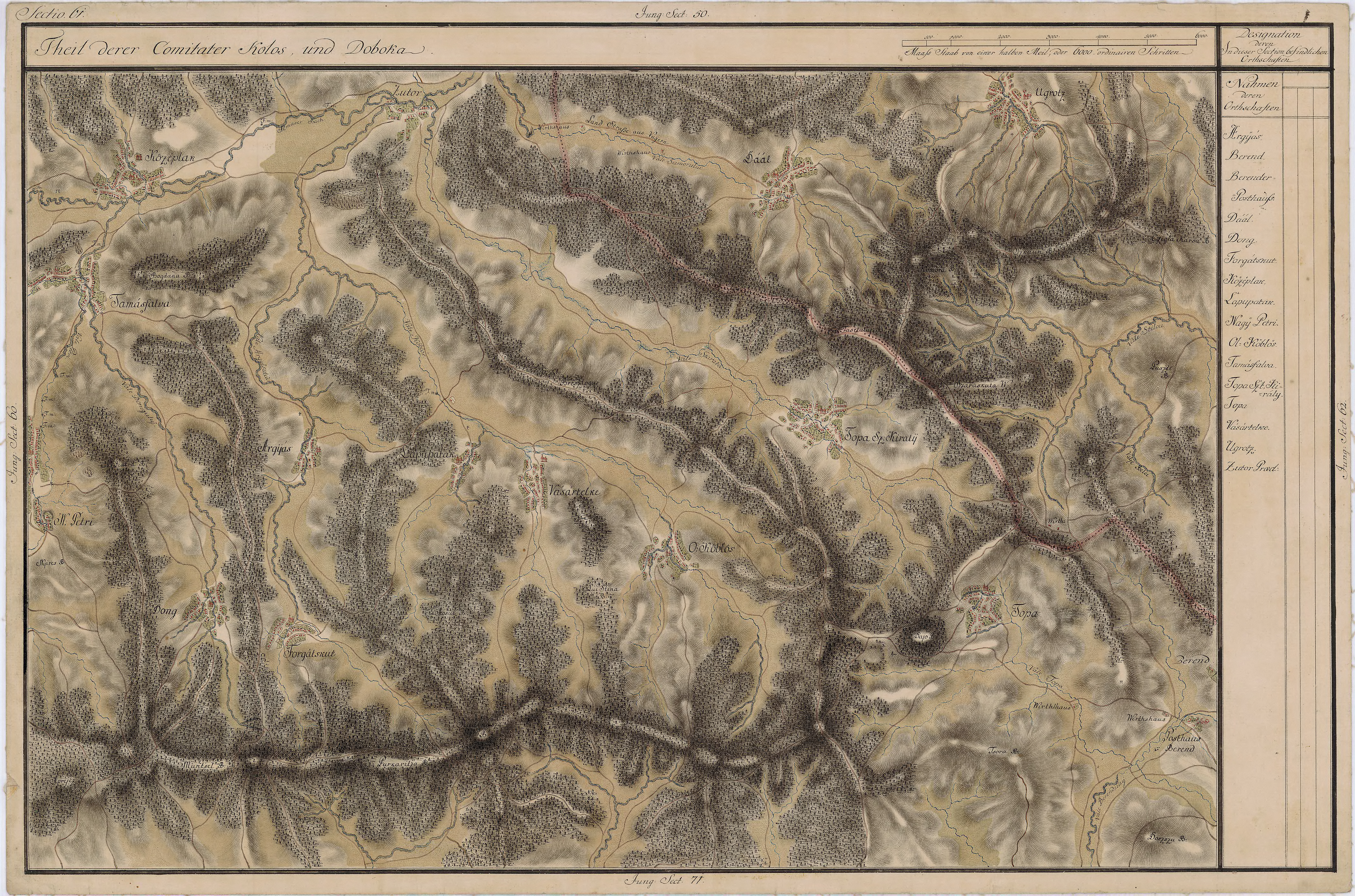
Ugruţiu în Harta Iosefină a Transilvaniei, 1769-1773

## Atestare documentară
În 1345 este atestată documentar cu denumirea p. seu v. Wgruch, iar în 1452 este consemnată în documente ca Wgrwch.

## Imagini

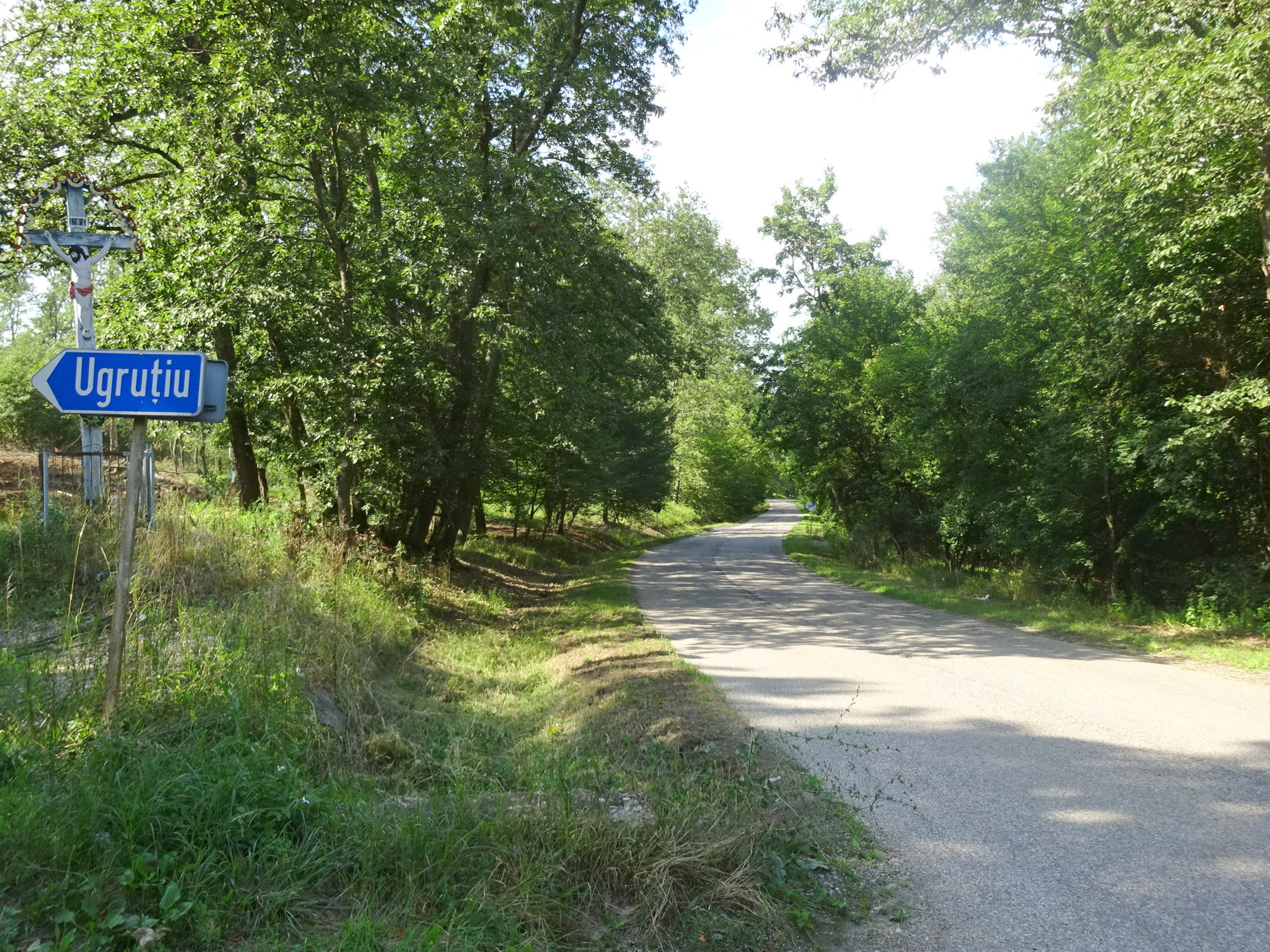
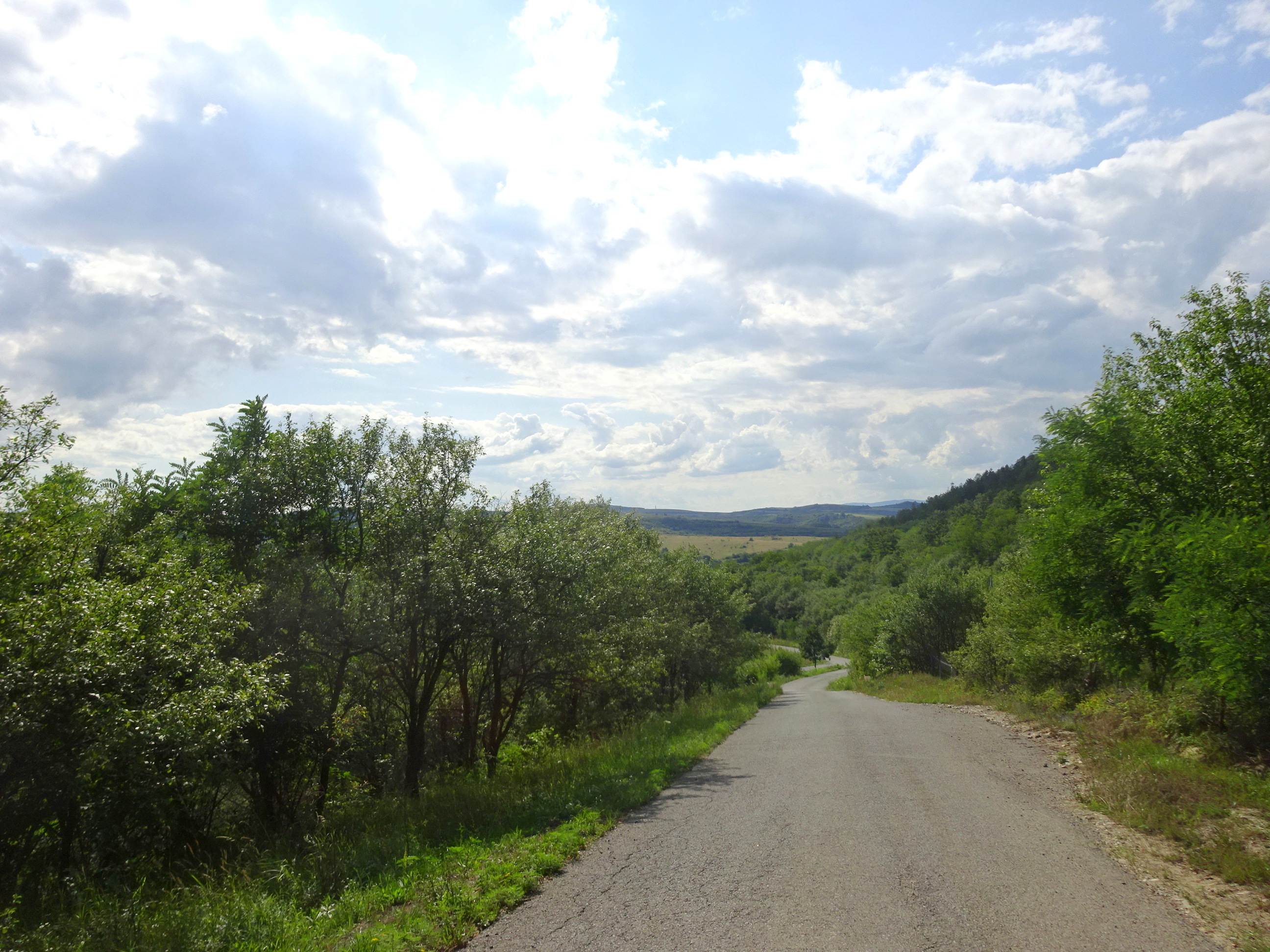
Drumul spre satul Ugruțiu
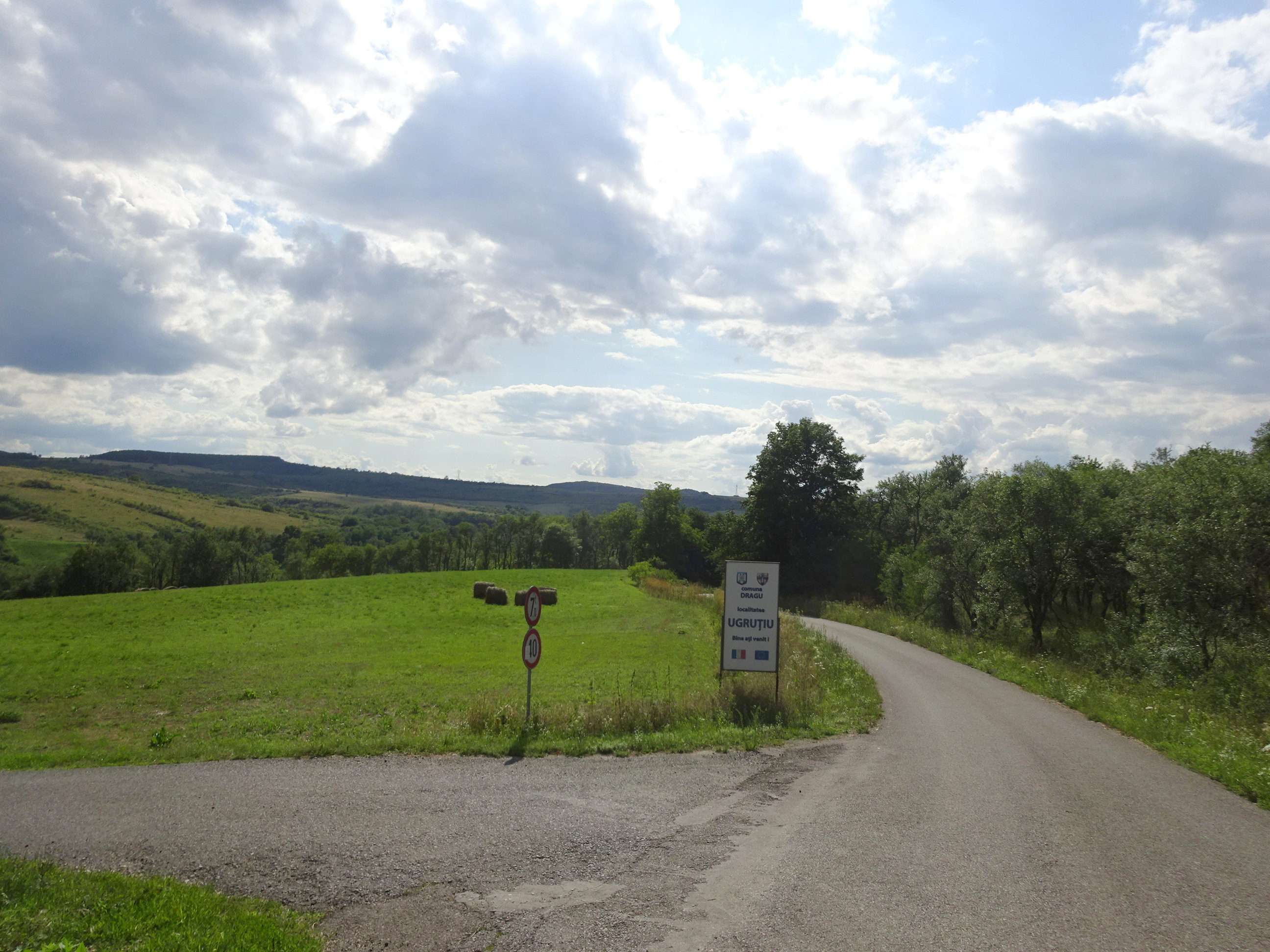
Intrarea în localitate
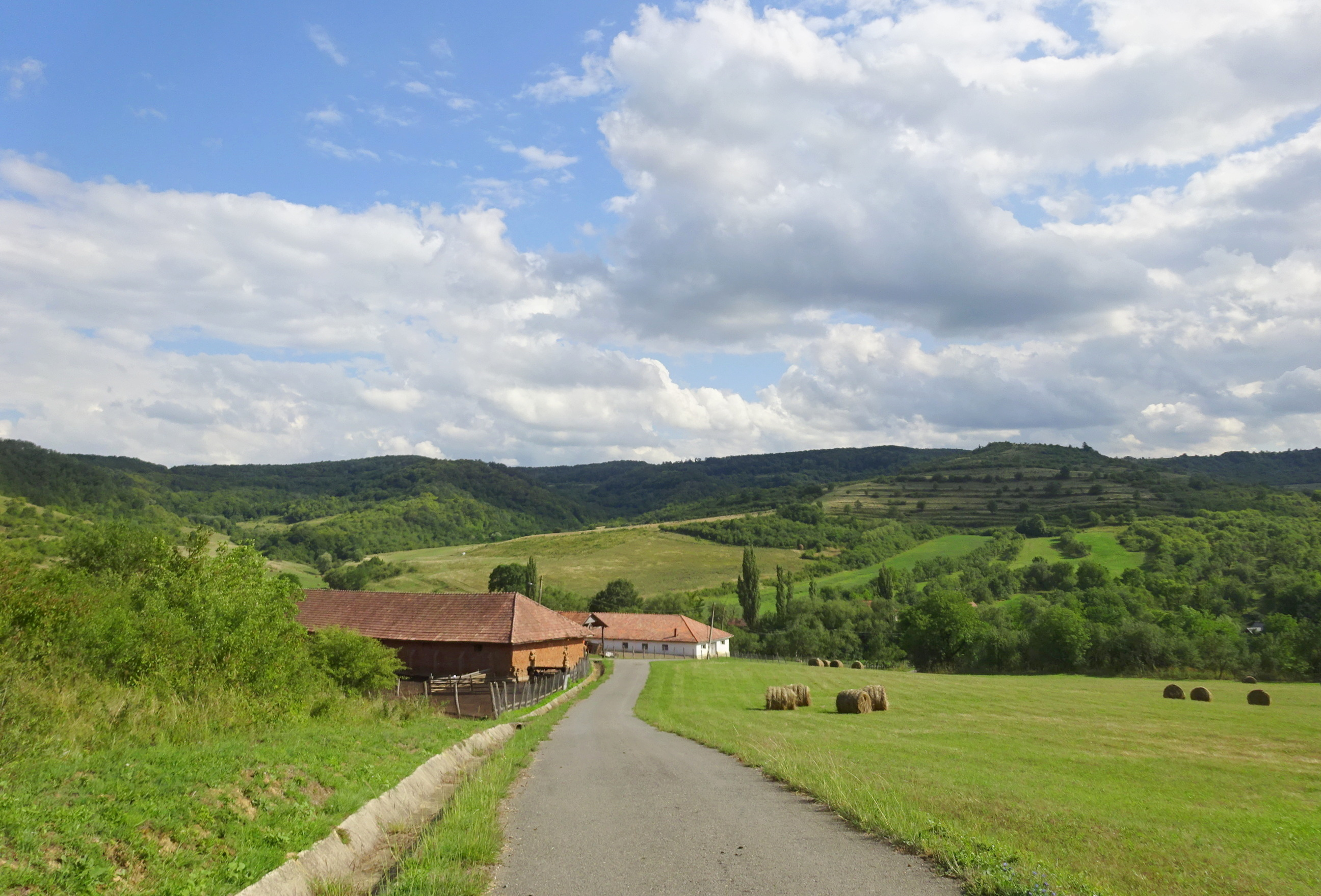
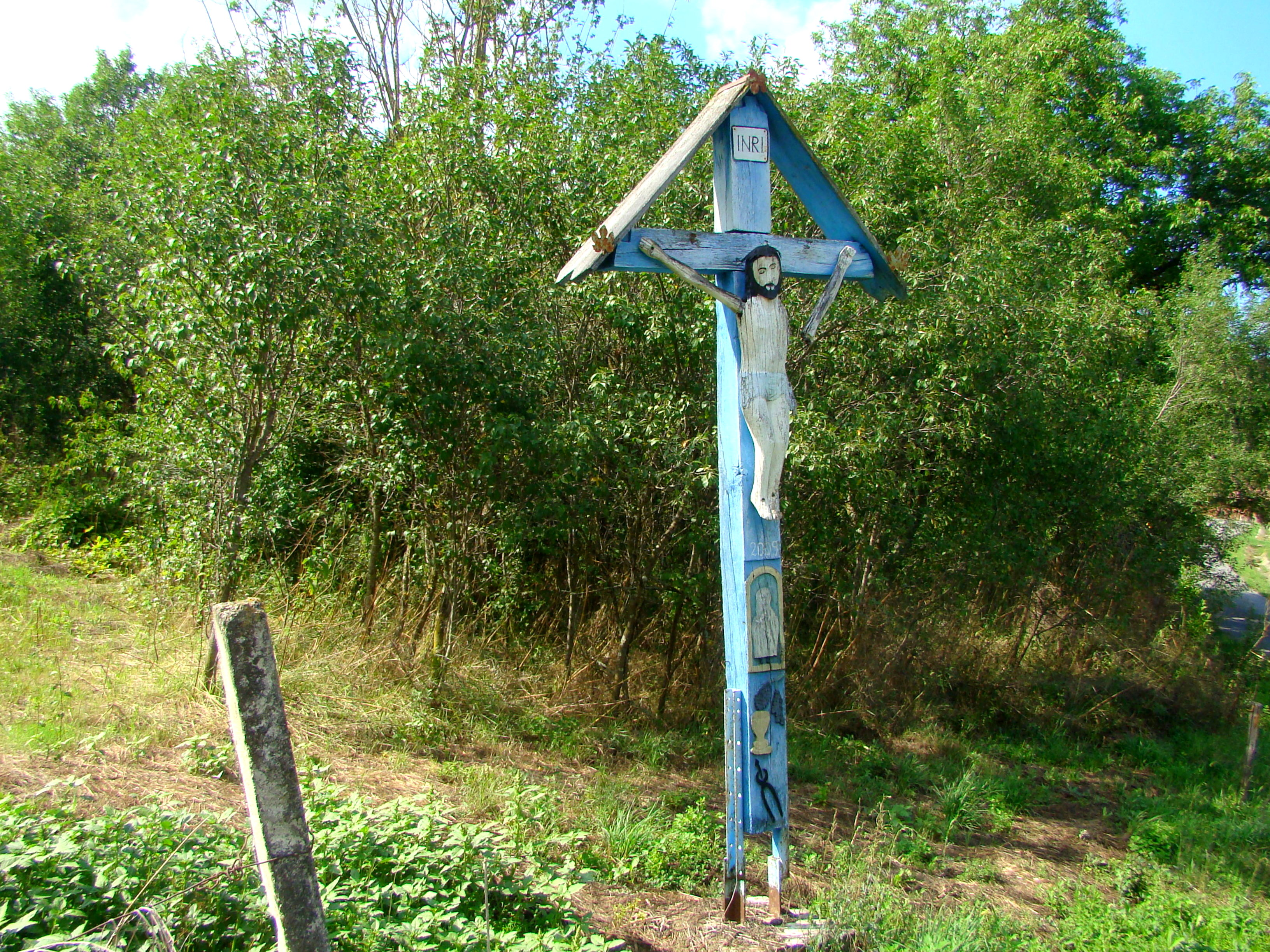
Troița
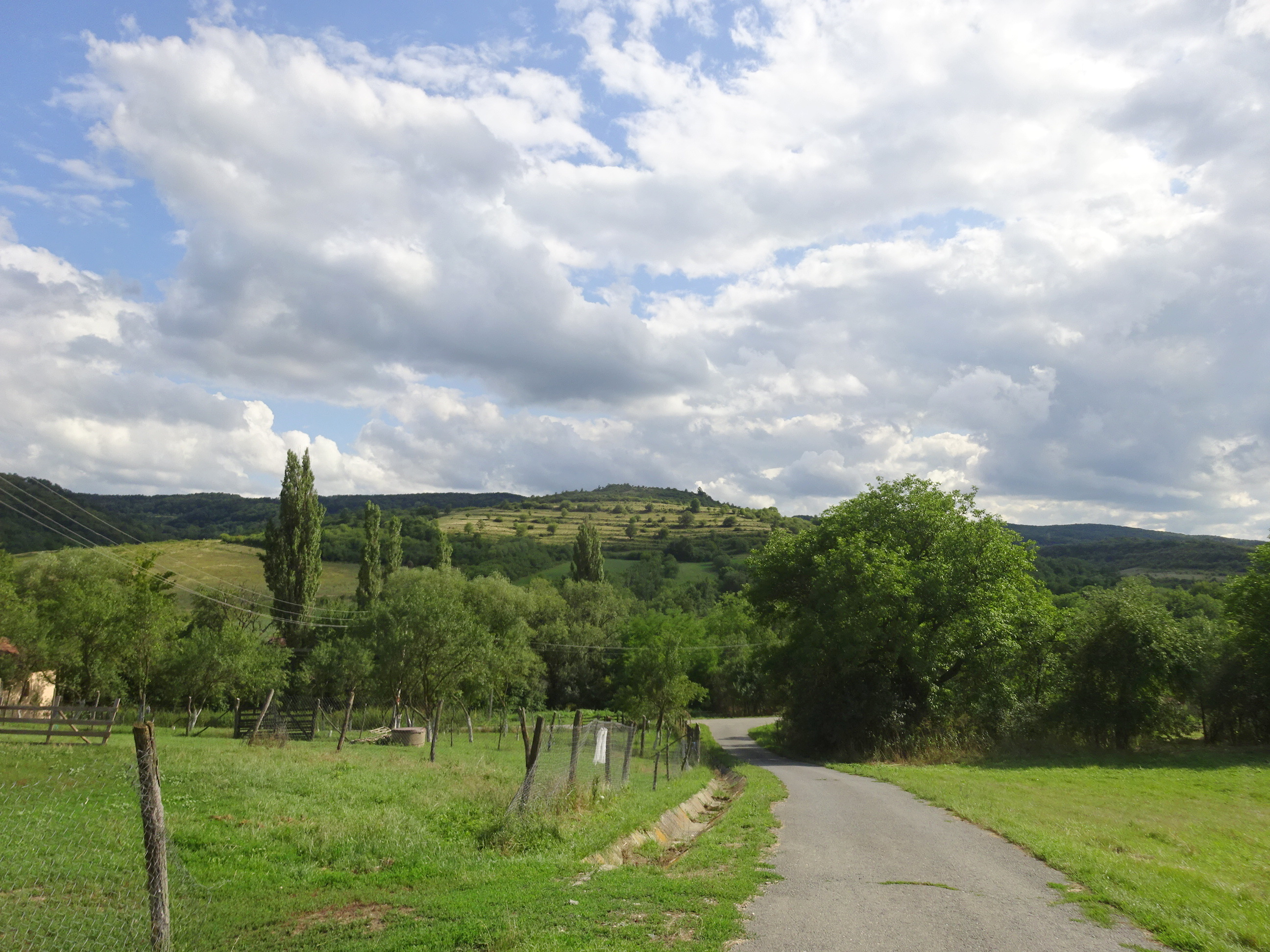
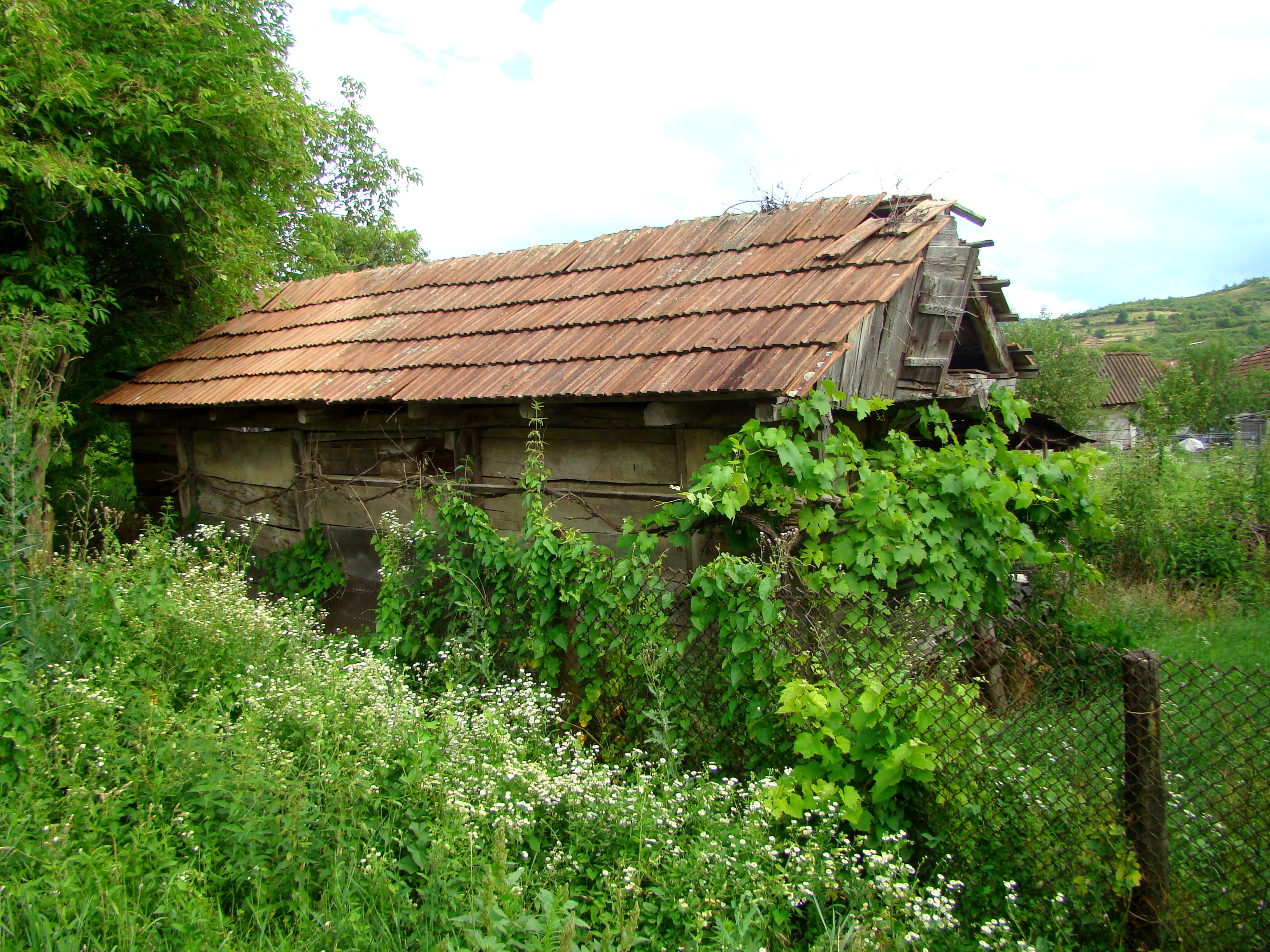
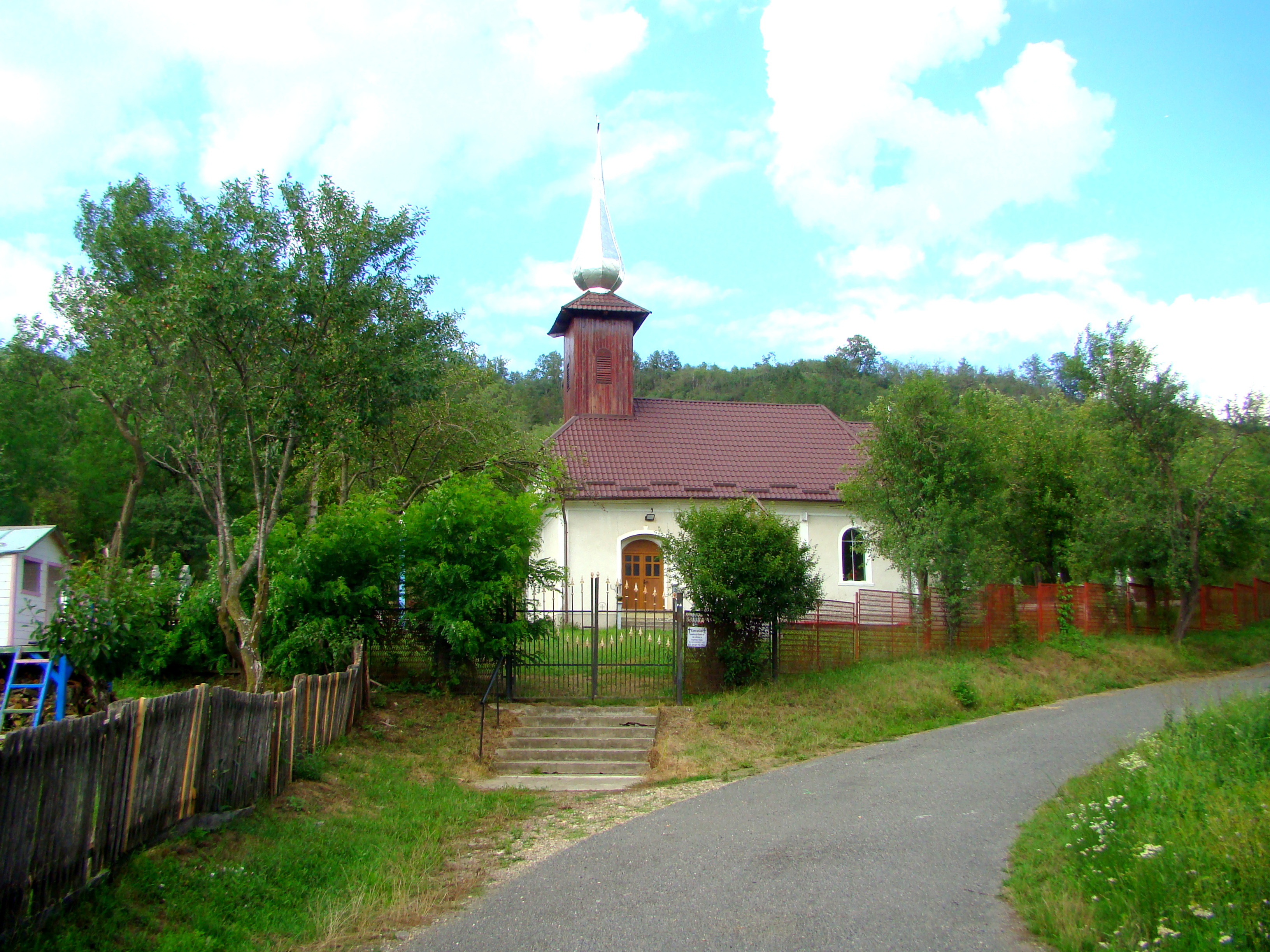
Biserica Pogorârea Sfântului Duh din Ugruțiu
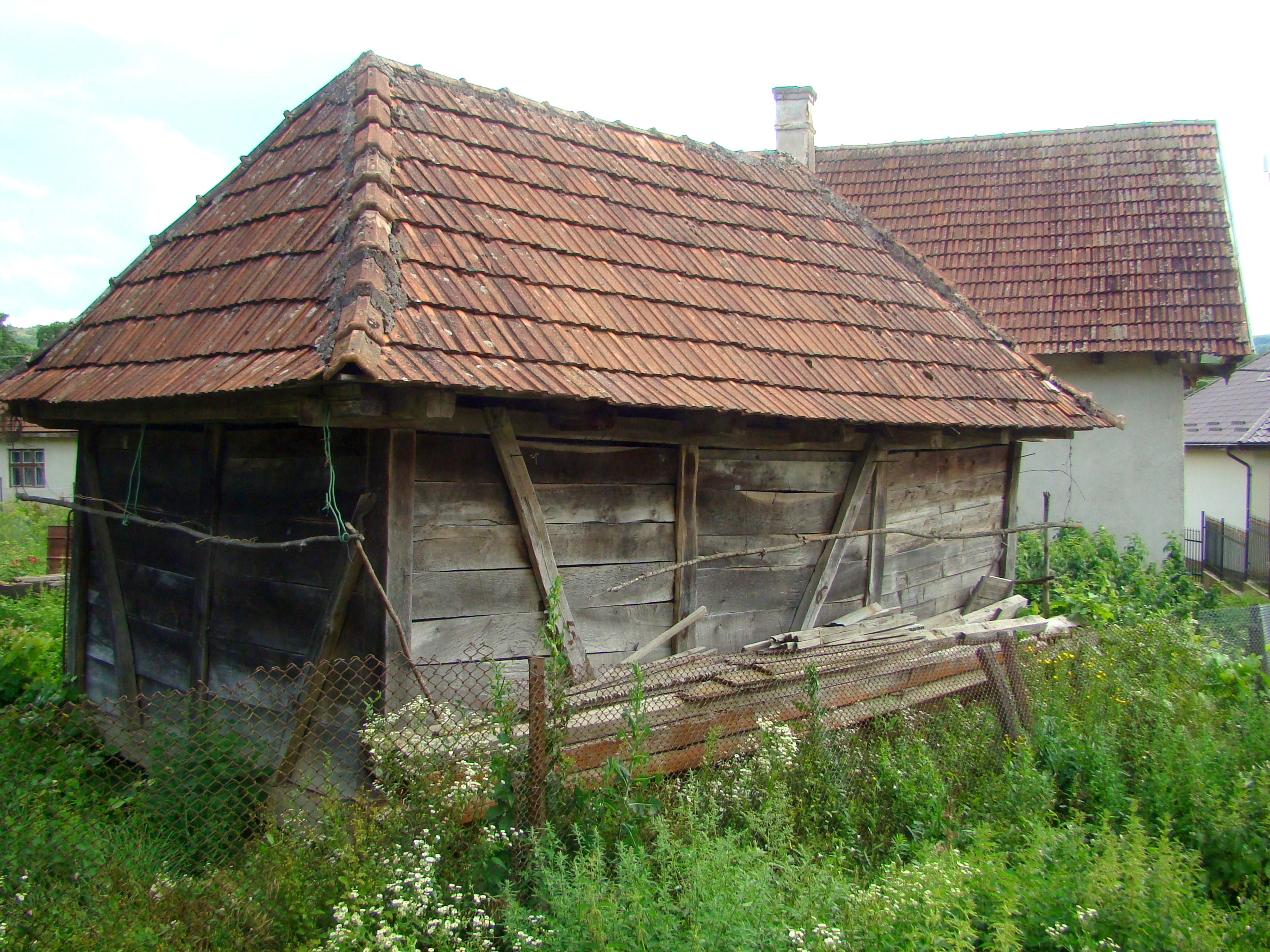
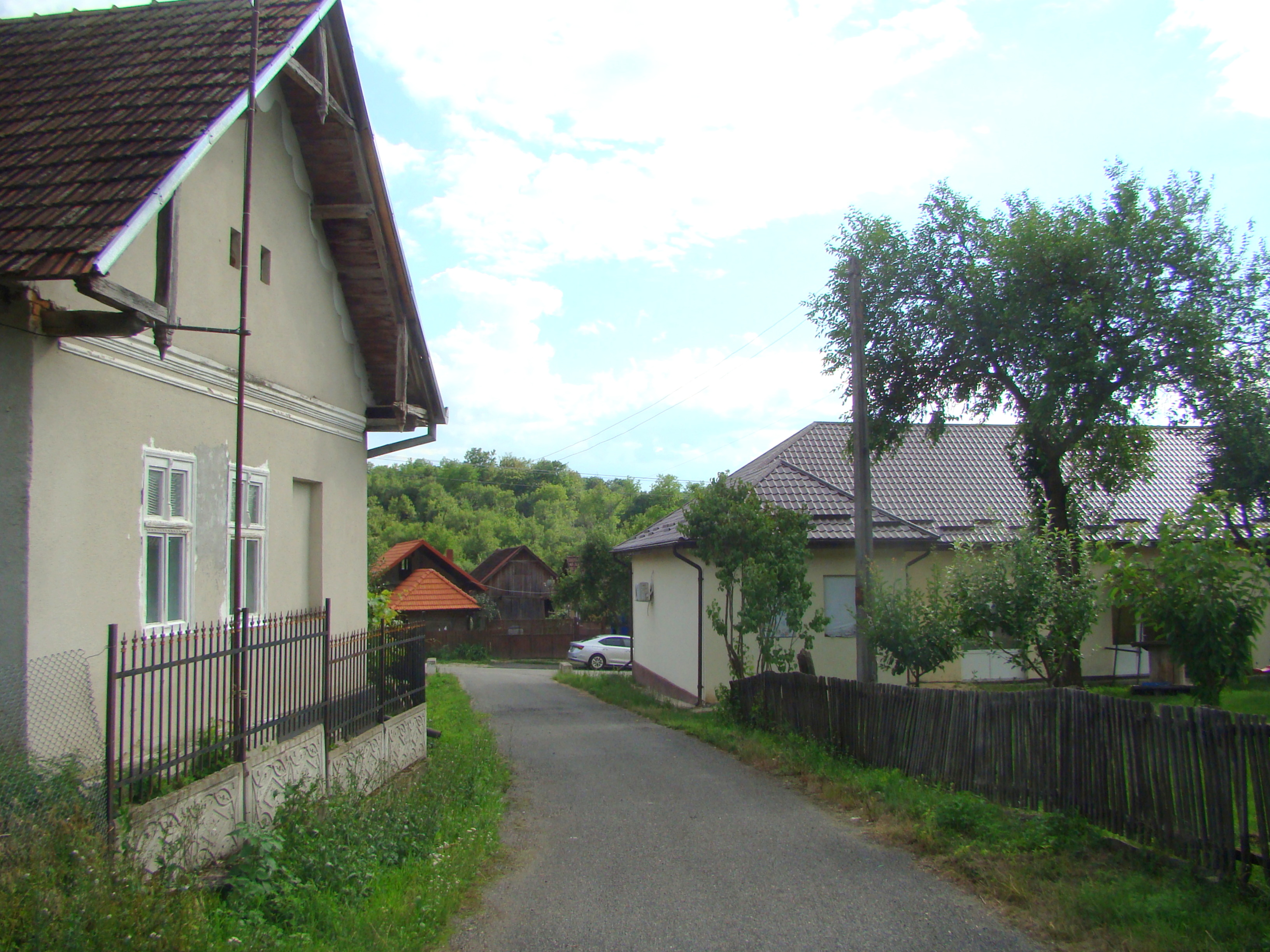
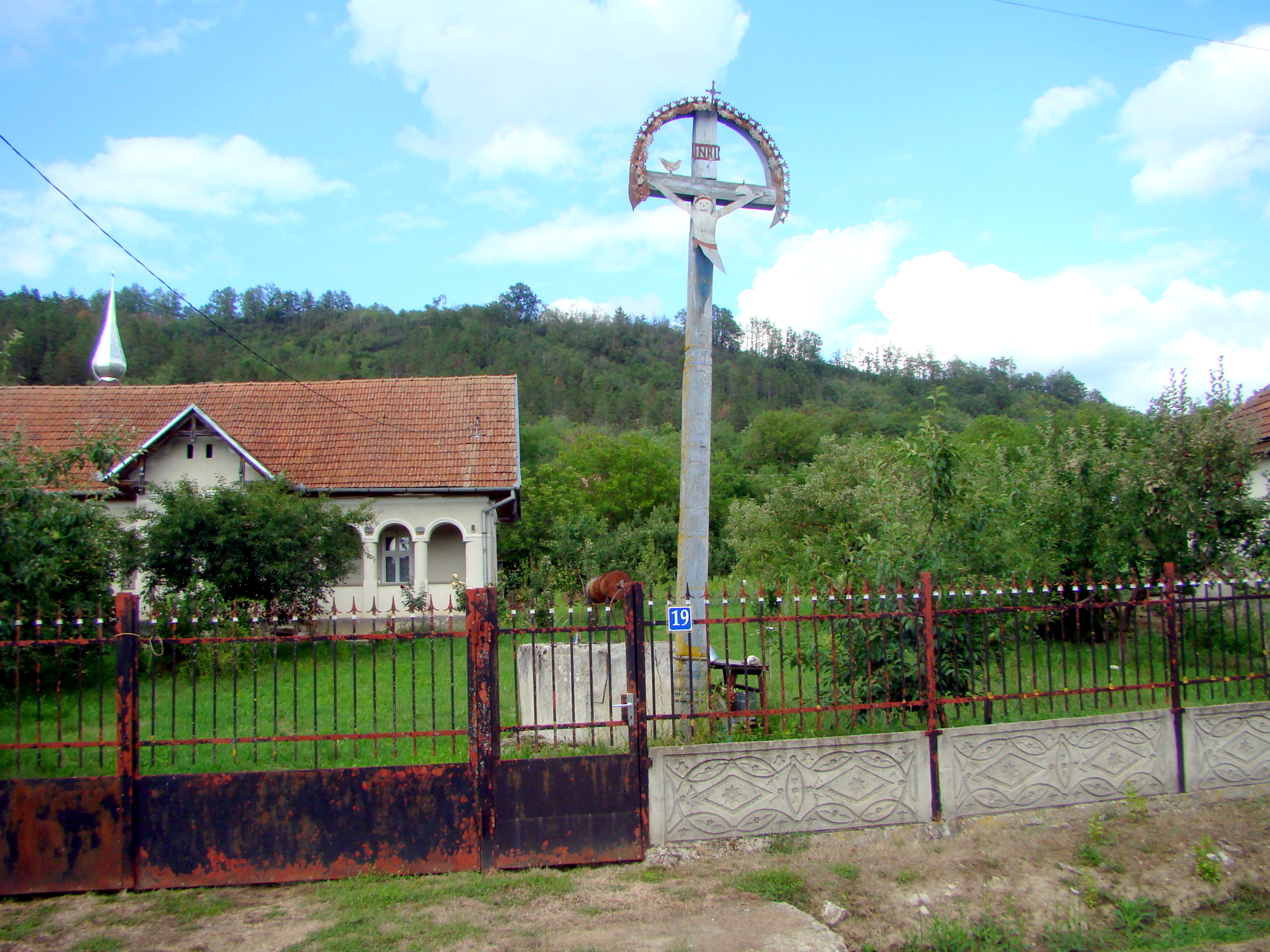
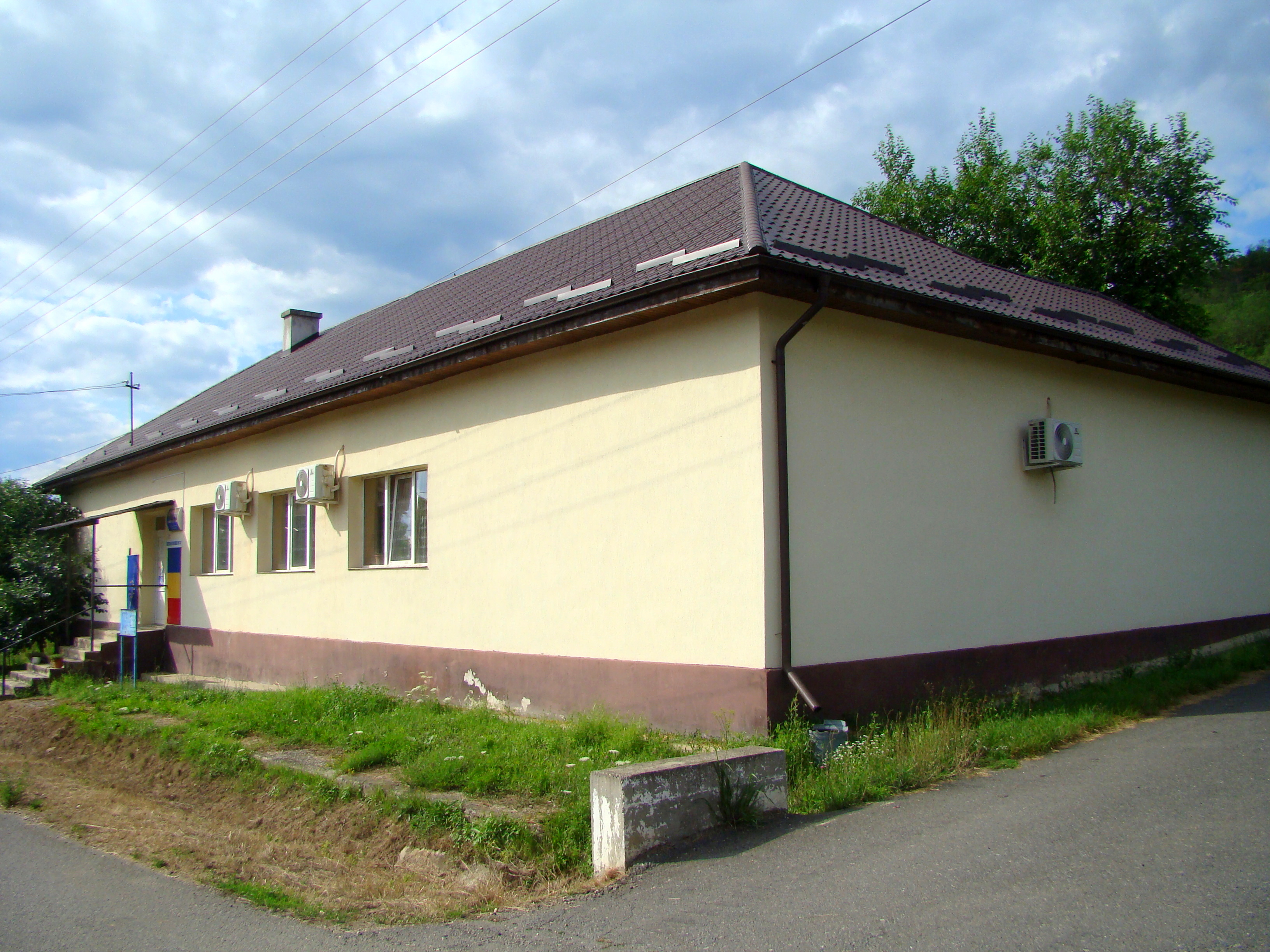
Căminul cultural
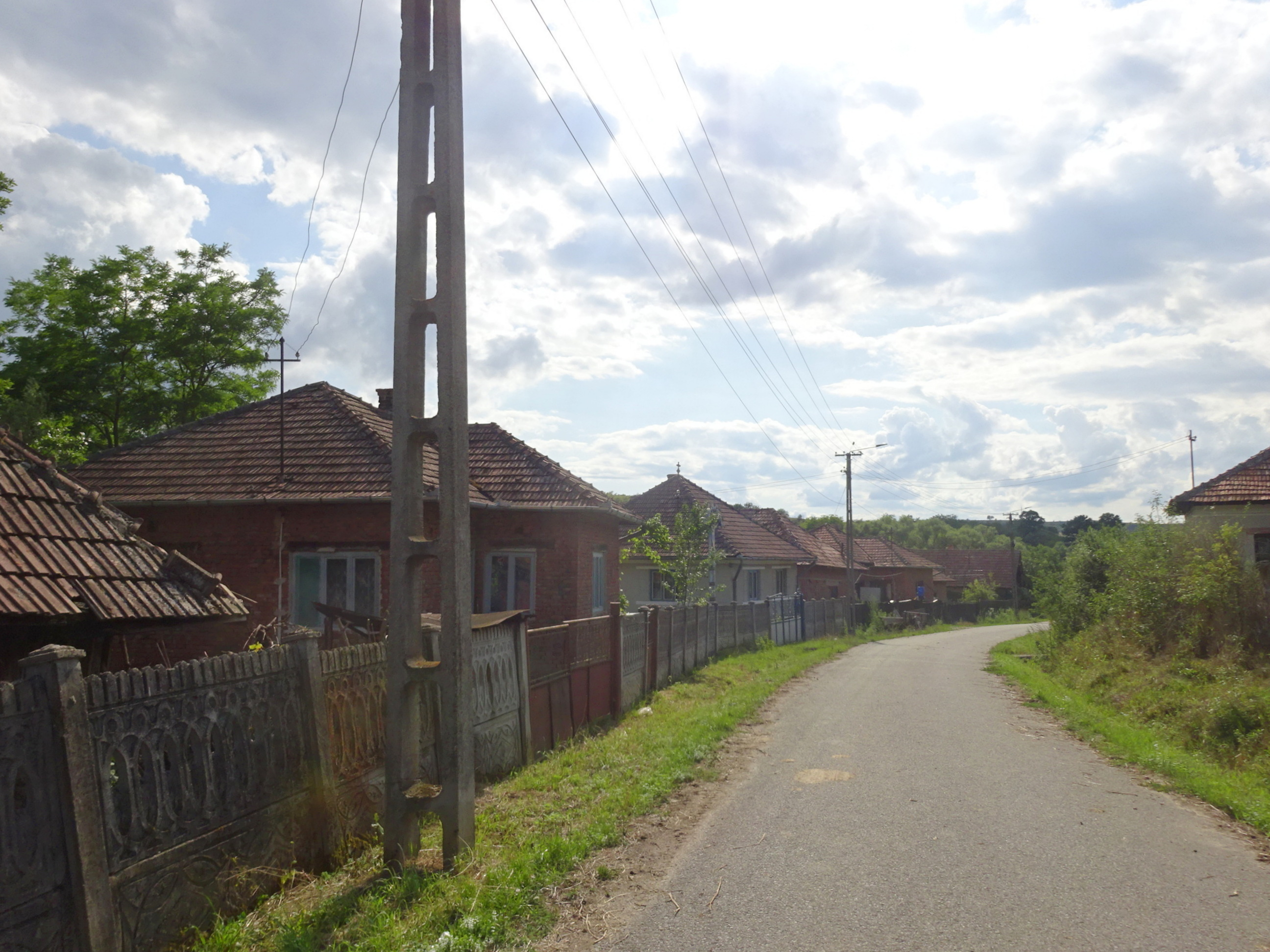
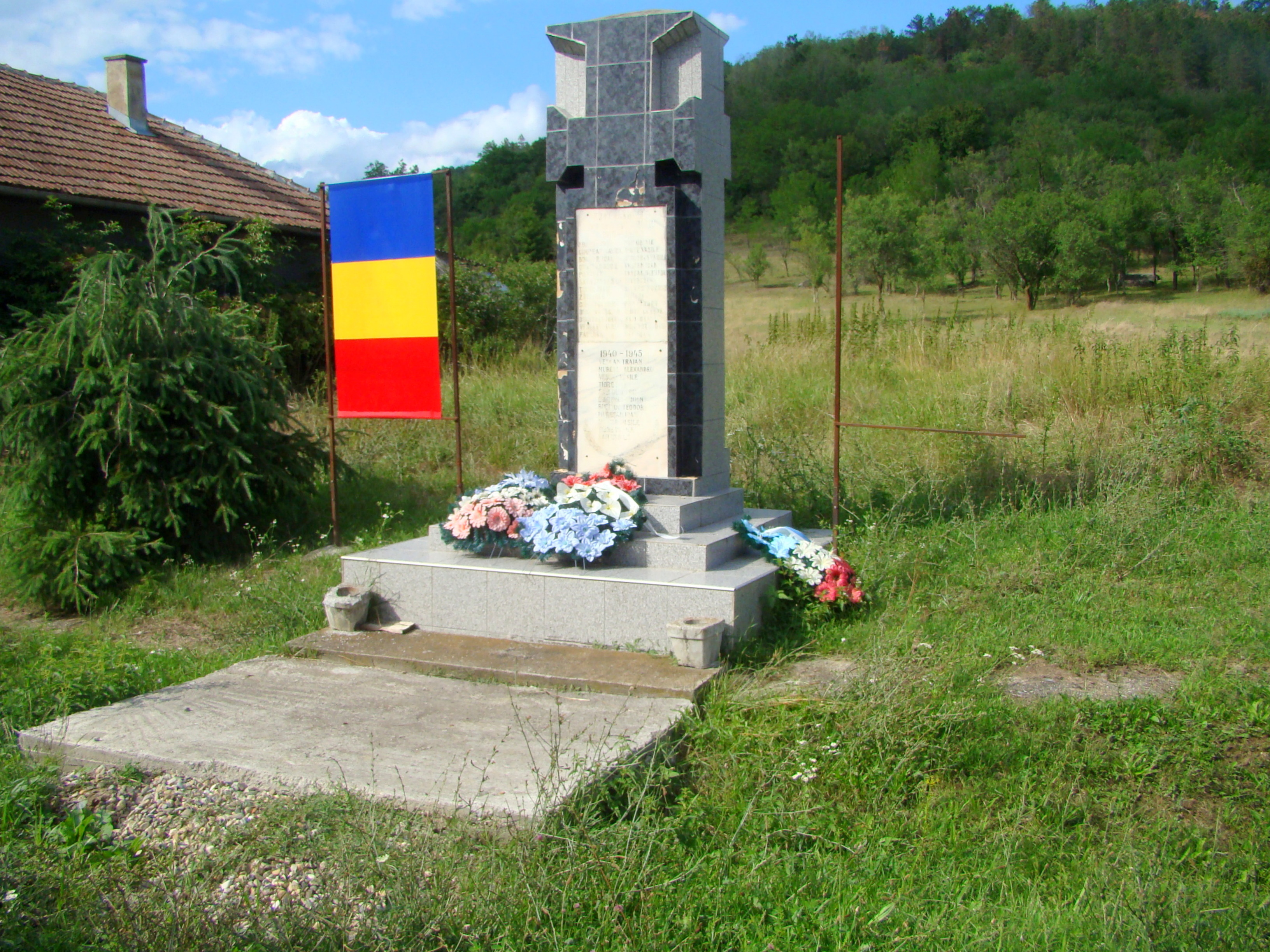
Monumentul eroilor din Ugruțiu
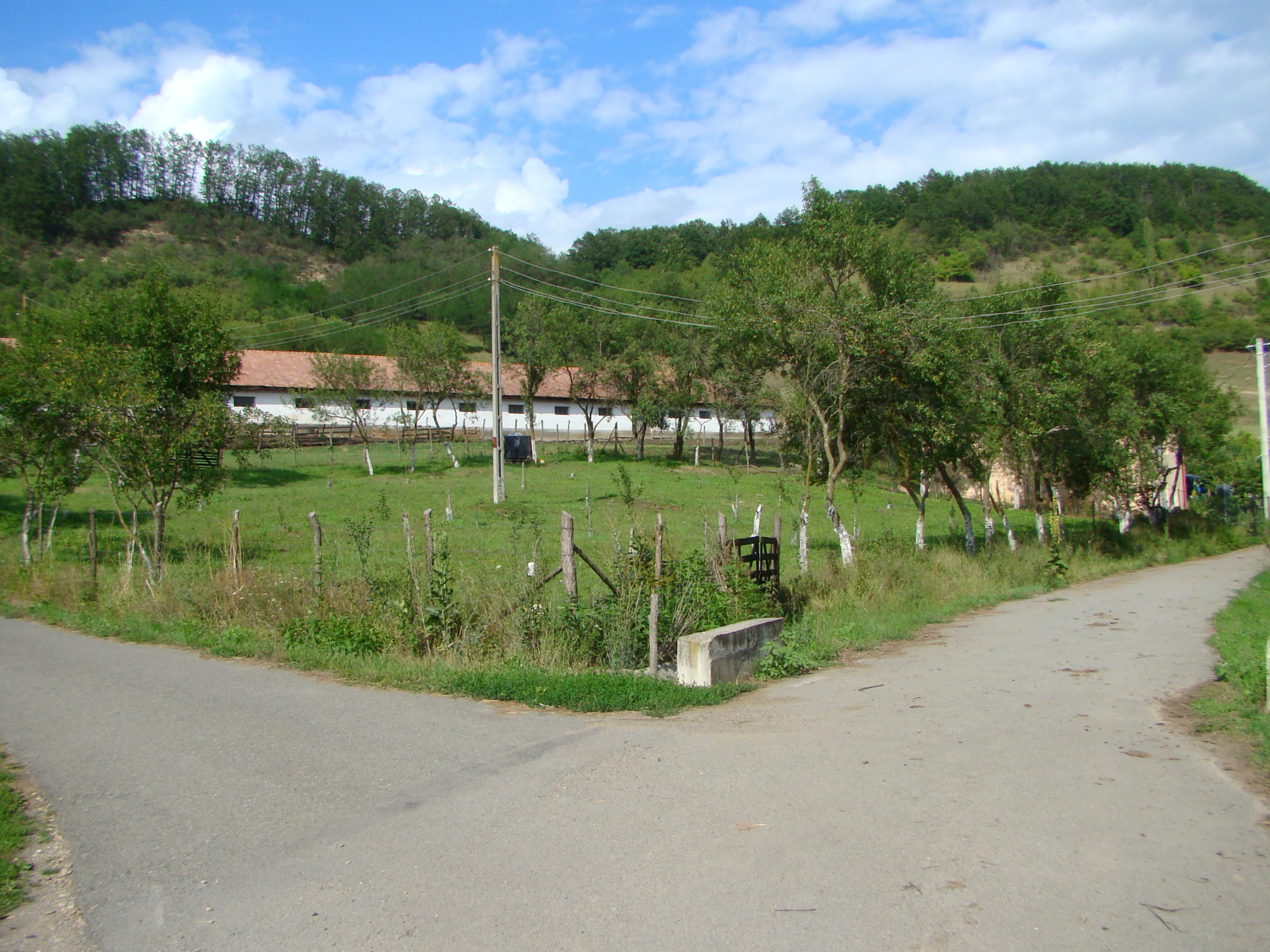
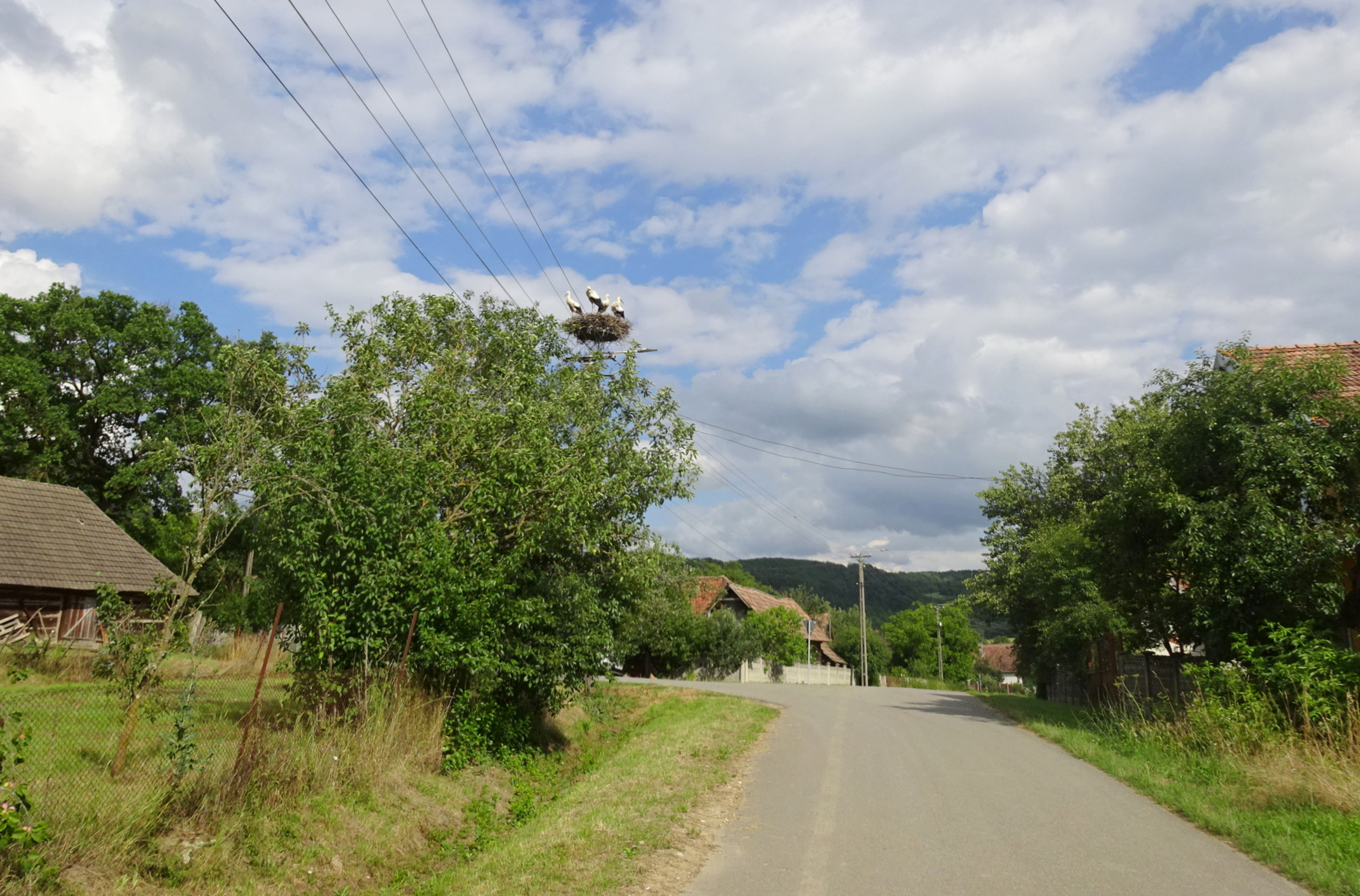
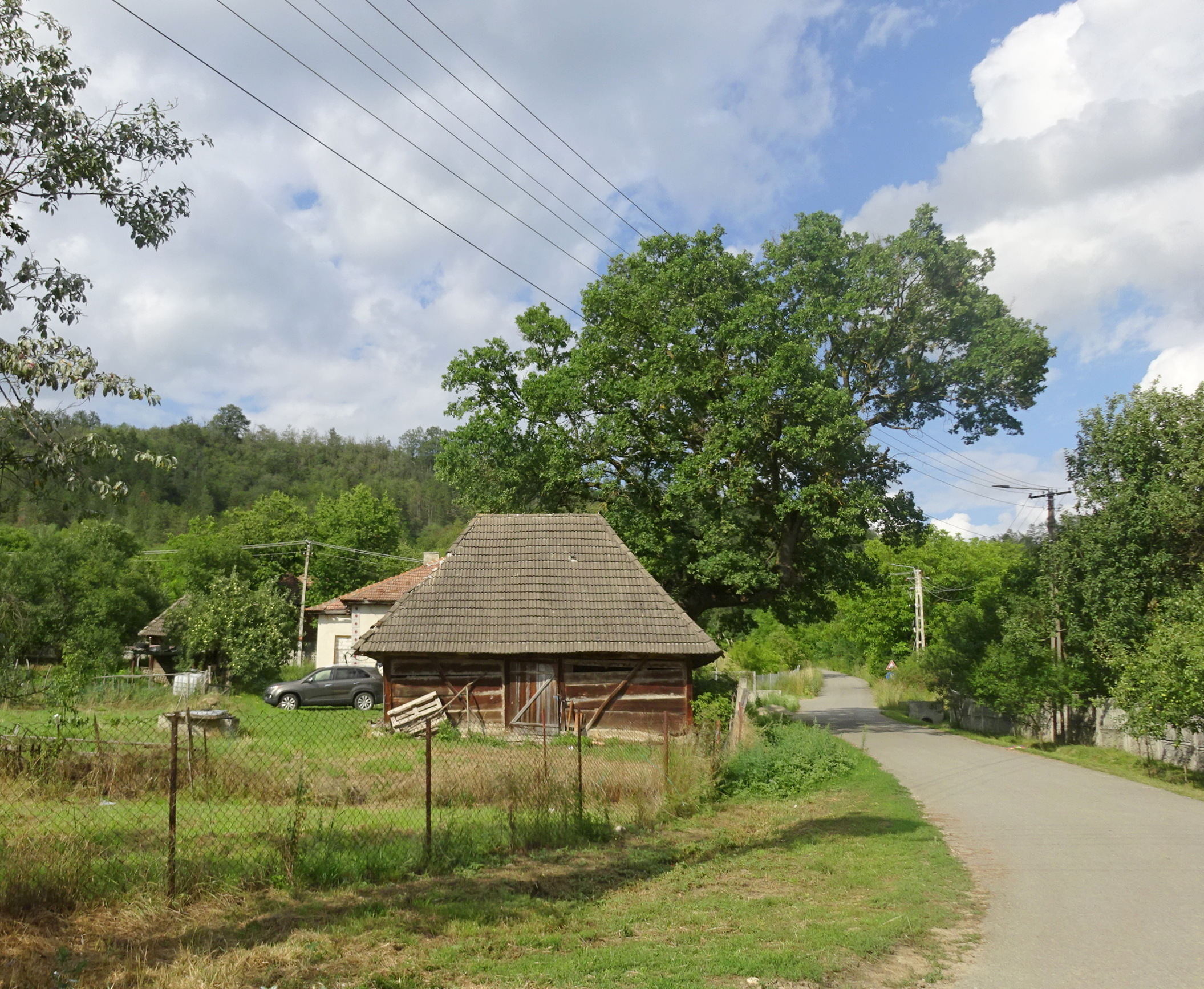
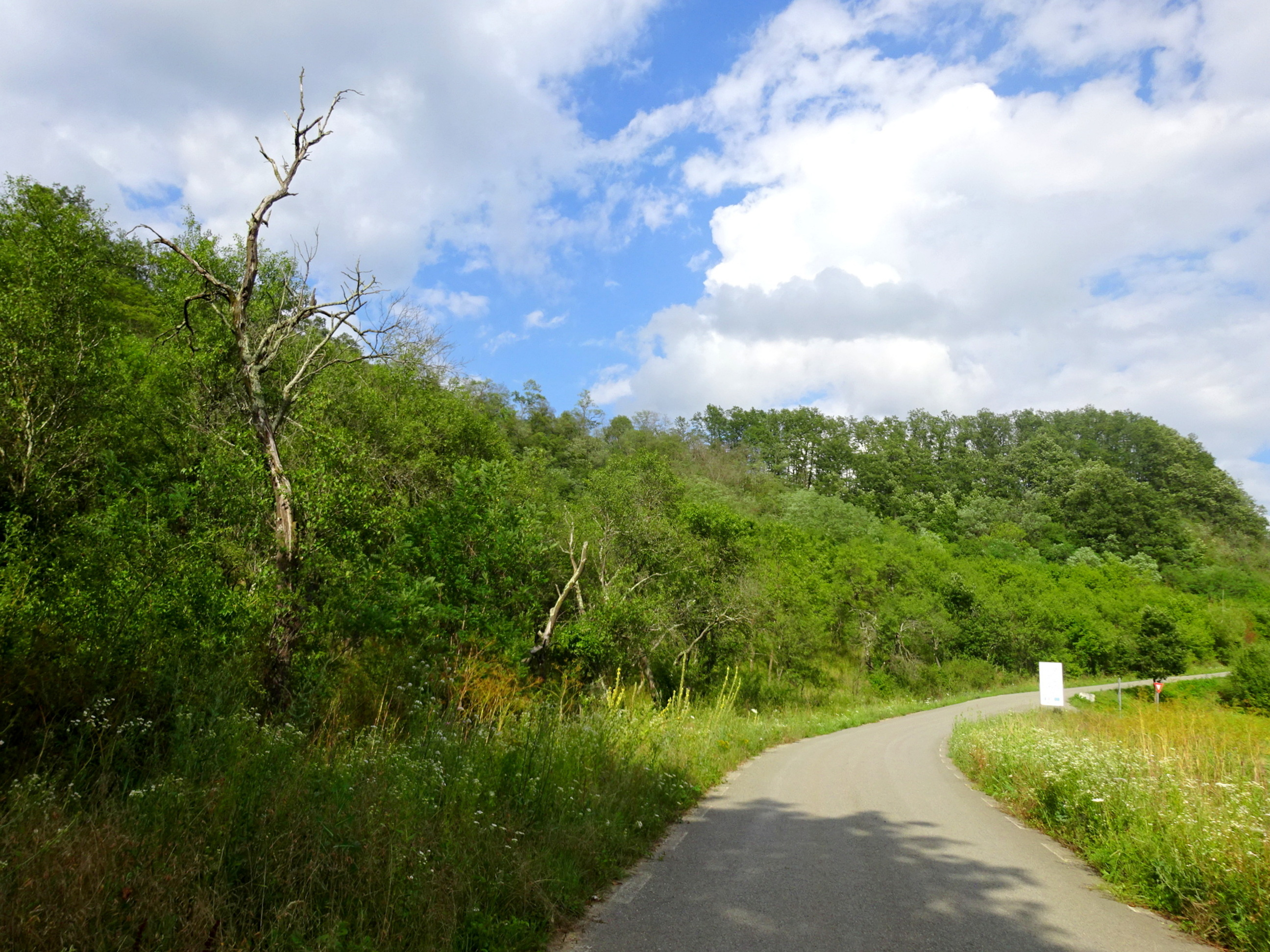
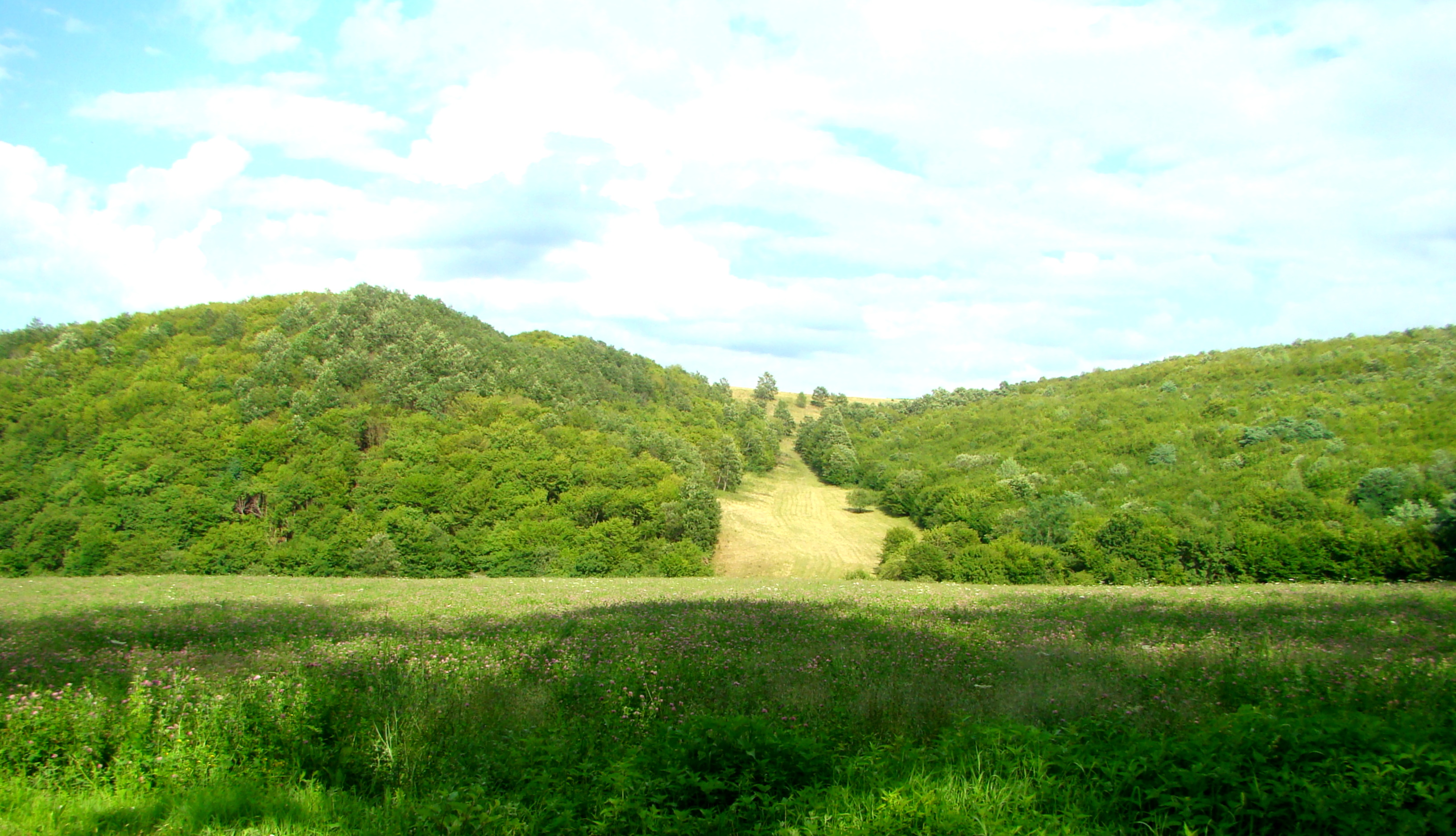